# De Kuko-eieren
De Kuko-eieren is het 59ste stripverhaal van Jommeke. De reeks wordt getekend door striptekenaar Jef Nys.

## Personages
- Jommeke
- Flip
- Filiberke
- professor Gobelijn
- Anatool
- kleine rollen : Annemieke, Rozemieke, Pekkie, Choco, Prosper, professor Kuko, agenten, ...

## Verhaal
De Miekes maken zich zorgen over professor Gobelijn wanneer ze hem al lange tijd niet meer gezien hebben. Ook Jommeke heeft allang niets meer van de professor gehoord en stelt vast dat de professor die dag jarig is. Ze besluiten hem op te zoeken, maar vinden het huis afgesloten. Flip ziet door het raam dat de professor bewusteloos op de grond ligt. Via een dakraam kunnen Flip en Choco binnenglippen en de deur openen. In het laboratorium is het snikheet, waar wanneer ze de professor bijbrengen, sluit die de ramen weer. De professor toont hen zijn nieuwste uitvinding : de Kuko-eieren. Deze eieren zijn ingeënt met een speciale stof en worden onder de broedmachine groter. Wanneer ze rijp zijn, bevatten ze een parel. Deze stof werd door de professor samen met zijn Japanse collega, professor Kuko, ontwikkeld om op een andere wijze vlugger parels te maken dan de natuurlijke wijze. De eieren hebben wel als nadeel dat ze bij contact met lucht kunnen ontploffen.
De volgende dag wil de professor enkele eieren naar zijn collega in Japan brengen. Jommeke, Flip en Filiberke zullen hem vergezellen. Onderweg naar de luchthaven zitten ze vast in een file wanneer enkele agenten alle auto's onderzoeken naar een juwelendief. Wanneer de professor de kist met eieren niet wil openen, slaat de politie alarm en halen ze de eieren eruit, waarna ze op een na ontploffen. De vrienden weten niet dat Anatool hen in de file gezien heeft en van de parels af weet. Hij heeft Jommeke en zijn vrienden een lift naar de luchthaven, vermomt zich en reist mee naar Japan. Tijdens een lekke band met de taxi slaagt Anatool erin het ei te stelen. Er volgt een achtervolging, maar Anatool ontkomt met het ei. Trots toont hij vanop een roeiboot dat hij het ei in handen heeft, waarna het ontploft en hij ontmaskerd wordt. Teleurgesteld trekken de vrienden verder naar professor Kuko. Daar aangekomen bedankt Kuko de professor voor het resultaat. Gobelijn was vergeten dat hij al enkele eieren om uit te broeden had verstuurd.

## Achtergronden bij het verhaal
- In het oorspronkelijke stripalbum zijn ook nog 6 gags na het eigenlijke verhaal opgenomen, telkens één per pagina. Bij de herdrukken zijn deze gags verdwenen, maar aangevuld door een klein vervolg op het verhaal met Anatool.
- Het is de eerste reis van Jommeke en zijn vrienden naar Japan. Opvallend is dat de vliegende bol uit de vorige albums niet gebruikt wordt voor de reis.
- Filiberke en Pekkie spelen in dit verhaal een jager die door een leeuw opgegeten wordt. Dit leidt tot misverstanden met de veldwachter, die denkt dat Pekkie hondsdol geworden is.
- Oorspronkelijk had dit album het nummer 58. Omdat delen 57 Het geheim van Macu Ancapa en 59 De strijd om de Incaschat één verhaal vormen, werd bij de heruitgave de nummering aangepast.